# Гренада на летних Олимпийских играх 1984
Гренада принимала участие в Летних Олимпийских играх 1984 года в Лос-Анджелесе (США) в первый раз за свою историю, но не завоевала ни одной медали. Сборную страны представляли 6 мужчин и 1 женщина.

## Результаты соревнований

### Бокс
| Спортсмен         | Весовая категория | 1/16 финала                                 | 1/8 финала                             | Четвертьфинал        | Полуфинал            | Финал                | Финал |
| Спортсмен         | Весовая категория | Соперник Счёт                               | Соперник Счёт                          | Соперник Счёт        | Соперник Счёт        | Соперник Счёт        | Место |
| ----------------- | ----------------- | ------------------------------------------- | -------------------------------------- | -------------------- | -------------------- | -------------------- | ----- |
| Тед Джозеф        | до 51 кг          | Стивен Маккрори США П WO                    | Завершил выступления                   | Завершил выступления | Завершил выступления | Завершил выступления | —     |
| Эмрол Филлип      | до 60 кг          | Джейнек Чиньянта Замбия П RSC 2 раунд, 1:03 | Завершил выступления                   | Завершил выступления | Завершил выступления | Завершил выступления | 17    |
| Бернард Уилсон    | до 67 кг          | Роланд Оморуйи Нигерия В RSC 3 раунд, 1:56  | Веса Коскела Швеция П KO 3 раунд, 1:25 | Завершил выступления | Завершил выступления | Завершил выступления | 9     |
| Кристофер Коллинз | до 75 кг          | Пауло Тувале Самоа П RSC 1 раунд, 2:10      | Завершил выступления                   | Завершил выступления | Завершил выступления | Завершил выступления | 17    |
| Энтони Лонгдон    | до 81 кг          | Исмаил Салман Ирак П KO 2 раунд, 2:48       | Завершил выступления                   | Завершил выступления | Завершил выступления | Завершил выступления | 17    |

### Лёгкая атлетика
Мужчины
Беговые дисциплины
| Дисциплина | Спортсмен   | Предварительный раунд | Предварительный раунд | Четвертьфиналы       | Четвертьфиналы       | Полуфиналы           | Полуфиналы           | Финал                | Финал                |
| Дисциплина | Спортсмен   | Результат             | Место                 | Результат            | Место                | Результат            | Место                | Результат            | Место                |
| ---------- | ----------- | --------------------- | --------------------- | -------------------- | -------------------- | -------------------- | -------------------- | -------------------- | -------------------- |
| 800 м      | Сэмюэл Сони | 1:53.08               | 49                    | Завершил выступление | Завершил выступление | Завершил выступление | Завершил выступление | Завершил выступление | Завершил выступление |

Женщины
Технические дисциплины
| Дисциплина     | Спортсменка         | Квалификация | Квалификация | Финал                 | Финал                 |
| Дисциплина     | Спортсменка         | Результат    | Место        | Результат             | Место                 |
| -------------- | ------------------- | ------------ | ------------ | --------------------- | --------------------- |
| прыжки в длину | Джасинта Бартоломью | 6,07         | 17           | Завершила выступление | Завершила выступление |